# Fibrobàcters
Els fibrobàcters (Fibrobacter) són un petit gènere de bacteris que inclou els principals bacteris del rumen, que permeten la degradació de la cel·lulosa vegetal en els animals remugants. És l'únic gènere del seu fílum, Fibrobacteres. El gènere Fibrobacter fou separat del gènere Bacteroides el 1988.
Filogenèticament, el grup més proper és el del gemmatimonadets (veure grup FCB), segons algunes anàlisis genòmics i l'ARNr 16S.